# Conan il barbaro (film)
Conan il barbaro è un film del 1982, diretto da John Milius.
È ispirato al personaggio dei racconti fantasy Conan il barbaro, ideato da Robert Ervin Howard sulle pagine di Weird Tales nel 1932. Nel 1984 è stato realizzato un sequel stand-alone Conan il distruttore.
Nel 2011 è uscito un reboot intitolato Conan the Barbarian, che è stato stroncato sia dalla critica sia in termini d'incasso.

## Trama
La storia è ambientata nell'Era Hyboriana, un'età fantastica del nostro pianeta creata da Howard per ambientarvi le sue opere, corrispondente a un periodo precedente alla nascita delle civiltà conosciute, le quali anzi deriverebbero in buona parte proprio da quelle nate in quest'era; la vicenda viene introdotta da un breve prologo della voce narrante, che presenta l'epoca e il protagonista, in cui viene mostrata la forgiatura di una spada, seguita dal dialogo tra un Conan bambino con il padre sul dio Crom e sul segreto dell'acciaio, ovvero la capacità di lavorare il ferro per produrre armi, conosciuta dal suo popolo.
Il giovane cimmero Conan rimane orfano dei genitori quando questi vengono uccisi da una banda di predoni giunti a cavallo che massacrano gli abitanti del villaggio riducendo in schiavitù i bambini; i predoni hanno come stemma un serpente, dotato di due teste che sembrano affrontarsi, poggiato sui simboli stilizzati del sole e della luna. Il giovane Conan viene costretto ai lavori forzati per diversi anni, situazione che lo porterà a sviluppare un'incredibile forza fisica, finché un giorno arriva un Vanir (un barbaro di una nazione rivale ai Cimmeri, Vanaheim), che lo compra per fargli iniziare una nuova vita come lottatore; grazie alla sua forza e all'istruzione fornitagli dal suo padrone, diventa un grande combattente e viene fatto viaggiare per il mondo per incontrare nuovi avversari e acquisire nuove conoscenze. La sua condizione di schiavo ha termine una notte, quando il suo padrone, ubriaco, dopo l'ennesima vittoria del cimmero decide di donargli la libertà.
Ormai libero, mentre sta fuggendo dai lupi, Conan si rifugia all'interno di un tumulo funerario, sotto una grande roccia; qui trova i resti di un antico re, possessore di una spada d'acciaio, la spada atlantidea, circondato dai resti scheletrici del suo seguito. Impossessatosi dell'arma, Conan prosegue il suo cammino in cerca di vendetta, avendo come unico riferimento il vago ricordo del simbolo con il serpente bicefalo; durante le sue ricerche incontra una strega veggente che sembra conoscere il futuro del cimmero e che durante un amplesso, gli consiglia di viaggiare verso la regione di Zamora, per poi trasformarsi subito dopo in una creatura mostruosa che lo assale, fuggendo in forma immateriale dopo essere stata spinta dentro al fuoco del camino.
Dopo l'incontro con la veggente, a Conan si unisce Subotai, un esperto arciere; insieme i due raggiungono una grande città, Shadizar, dove incontrano Valeria, una ladra. I tre decidono d'introdursi in una delle torri del tempio del culto di Set, il dio serpente della città, per sottrarne il tesoro, di cui fa parte un enorme gioiello, l'Occhio del serpente, che riescono a rubare. Durante il furto gli eroi devono affrontare un serpente gigante (a cui il culto sacrificava giovani donne), e Conan trova fra gli ornamenti del tempio il simbolo che sta cercando, oltre a venire a sapere da Valeria che il perfido capo della setta si chiama Thulsa Doom, ritenuto un semidio di 1000 anni; nel mentre, lo spettatore scopre che il sacerdote Rexor, secondo nel culto solo a Doom, è uno degli uomini che avevano assalito il villaggio natìo di Conan. Dopo aver sperperato tutta la refurtiva, Conan e i suoi due compagni vengono catturati e condotti dal regnante Osric l'usurpatore; il re, vista la loro abilità, invece di consegnarli alla setta, come richiesto da Rexor, propone loro una missione: riportargli la figlia, scappata per unirsi alla setta di Doom, promettendo ai tre prigionieri enormi ricchezze in caso di successo.
Subotai e Valeria decidono di rifiutare, ma Conan parte da solo attraversando il deserto e la steppa verso il tempio principale della setta, indicatogli da un gruppo di pellegrini. Durante il viaggio giunge a una necropoli sulla cui superficie sorgono numerosi menhir, e qui incontra il mago Akiro, che si scopre essere la voce narrante del film, in quanto depositario della storia di Conan. Da lì Conan prosegue verso il punto di ritrovo dei pellegrini fingendosi uno di loro: i seguaci della setta vengono rappresentati nella pellicola come una specie di comune di figli dei fiori adorante Doom e fortemente plagiata dai sacerdoti del culto. In questo luogo continuano a confluire nuovi gruppi di persone, segno del crescente potere di Doom, di cui poco prima aveva parlato anche re Osric. Il cimmero riesce a sostituirsi a un sacerdote della setta che, attratto dal giovane muscoloso, aveva cercato di sedurlo.
Giunto all'esterno del tempio di Doom (una grande scalinata sovrastata da un terrazzo, sul fianco di una montagna, la montagna del potere), Conan viene scoperto e catturato a causa del simbolo che indossa (preso nel tempio della città), che insospettisce una guardia. La figlia di re Osric viene mostrata come l'ancella del tempio. Dopo essere stato torturato da Rexor e Thorgrim, il protagonista viene interrogato da Doom, che gli chiede del furto e dell'occhio del serpente; Conan riconosce Thulsa Doom come colui che aveva assalito il villaggio dei genitori e i due hanno uno scambio di battute sul segreto dell'acciaio: il sacerdote afferma di aver rinunciato a scoprirlo, in quanto convinto che il potere della carne sia superiore e, per darne prova, mostra al cimmero come i suoi seguaci siano disposti a morire solo per soddisfare una sua richiesta. Conan viene quindi fatto crocifiggere, ma Subotai, giunto nel frattempo, riesce a liberarlo e a portarlo, seppur in fin di vita, del mago Akiro, presso cui lo attende anche Valeria.
Il mago compie un rituale per cercare di impedirne la morte,, ma ciò comporta la necessità di lottare con gli spiriti del luogo che cercheranno di portare via l'anima di Conan o di ottenere una qualche forma di compensazione per lasciarlo in vita: durante un'anomala tempesta, Valeria sarà costretta a combattere fisicamente, aiutata da Subotai, con gli spiriti per impedire che portino via l'anima di Conan; al termine dello scontro, in maniera profetica, la donna promette al cimmero, che sta rinvenendo, che sarà legata a lui per sempre e che sarebbe disposta a tornare dagli inferi nel caso morisse e lui dovesse combattere per la propria vita.
I tre guerrieri, questa volta preparati e armati, tornano al tempio e fanno irruzione nei quartieri interni, nascosti dentro la cavità della montagna, con lo scopo di recuperare la principessa e, per quanto riguarda Conan, di tentare di vendicarsi di Thulsa Doom. Conan, Valeria e Subotai si muovono di nascosto attraverso il tempio, osservando le guardie e le ancelle coinvolti in un'orgia sfrenata dove si consumano carni umane; nello scontro che ne segue, in parte svolto nell'arèmme (harem) di Doom, Valeria riesce nell'intento di rapire la principessa, mentre si scopre che il sacerdote ha la capacità di tramutarsi in un serpente di grandi dimensioni, capacità che gli permette di mettersi in salvo: Doom usa i propri poteri e, tramutato un serpente in freccia, lo usa per colpire a morte Valeria; la ladra, morendo, interpreta la propria morte come il tributo che aveva promesso di pagare agli dei in cambio della vita di Conan.
Il cimmero e Subotai tornano nella necropoli da Akiro dove, dopo aver cremato su una pira funeraria per Valeria, iniziano a prepararsi ad affrontare Doom e i suoi uomini; nonostante la grande disparità numerica, Conan, Subotai e Akiro riescono a sconfiggere tutti gli uomini mandati dal sacerdote, compresi Rexor e Thorgrim; proprio durante lo scontro con Rexor, Conan, in difficoltà, viene aiutato dal fantasma di Valeria (come lei stessa aveva profetizzato), tornata in forma di Valchiria e, dopo aver ucciso il guerriero, scopre che la spada di questi (spezzata durante lo scontro) è quella appartenuta al padre e forgiata durante i titoli di apertura del film. Doom rimasto solo, prima di rifugiarsi al tempio, tenta di uccidere la principessa (che ancora irretita e ora disperata, supplica Doom "my lord" di non abbandonarla) con una nuova freccia-serpente, ma la ragazza viene salvata dall'intervento di Subotai che blocca la freccia con uno scudo.
Il finale della storia si svolge di notte al tempio, ove Thulsa Doom sta svolgendo un rito di purificazione tramite il fuoco delle torce. Conan si intrufola nuovamente nel tempio, questa volta con la complicità della principessa, visibilmente sconvolta; davanti ai suoi fedeli Doom prova a tentare il cimmero, ricordandogli come nel tempo siano state le sue azioni a formarlo e a dargli la forza per la vendetta, chiamandolo "figlio". Ma il barbaro, che impugna i resti della spada del vero padre, lo uccide decapitandolo, per poi lanciare la testa tra i fedeli, seguita dal moncone della spada; i fedeli e i sacerdoti presenti abbandonano il sito, lentamente e in una specie di processione, e spengono le loro torce gettandole in una fontana, come se solo allora si fosse infranta l'illusione che li aveva precedentemente plagiati. Rimangono solo la principessa e Conan; quest'ultimo dà fuoco alla struttura prima di allontanarsi con la giovane, dopo un primo momento di apparente incertezza.
Il film si chiude con l'immagine (divenuta iconografica) di un Conan anziano, ormai re, seduto su un trono, con titoli scorrevoli che preannunciano il suo destino.

## Personaggi

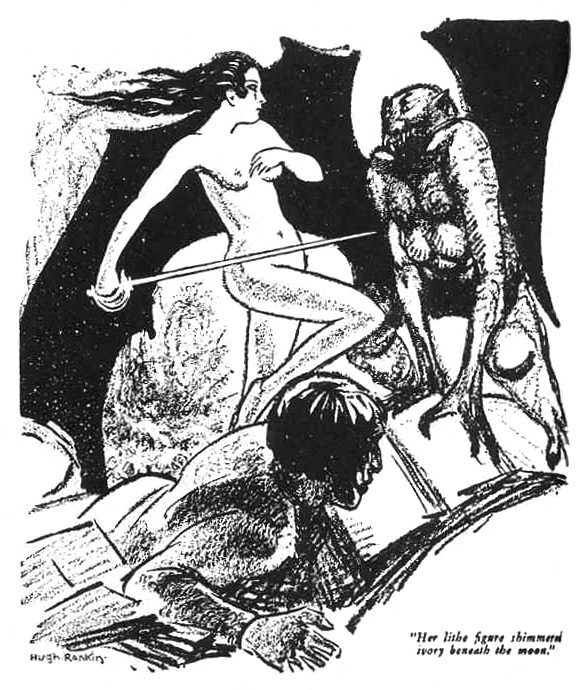
La morte e il soprannaturale ritorno di Bêlit in La regina della Costa Nera (come illustrato da Hugh Rankin in Weird Tales) è rispecchiato dal destino di Valeria nel film

Il personaggio di Conan e il mondo di Hyboria erano basati sulle creazioni dello scrittore di pulp Robert E. Howard negli anni 1930. Pubblicata su Weird Tales, la sua serie sui barbari era assai popolare tra i lettori; le avventure in un mondo selvaggio e mistico, pieno di sangue e omicidi brutali, soddisfacevano le fantasie del lettore, che poteva sentirsi un "gigante potente che vive senza regole, tranne le proprie. Dal 1960 Conan raggiunse un pubblico più vasto, allorché furono pubblicati romanzi scritti da L. Sprague de Camp e Lin Carter, che imitarono lo stile di Howard. Le copertine di questi romanzi, realizzate da Frank Frazetta, hanno consolidato l'immagine di Conan come un "barbaro virile, armato di ascia e con indosso una pelliccia, che va in giro a spaccare teste". John Milius, il regista della pellicola, voleva che il Conan cinematografico fosse un "eroe mitico nord-europeo"; Danny Peary, un critico cinematografico, descrisse Conan come "muscoloso, maestoso, intelligente, e tuttavia con incertezze ambivalenti"; Don Herron, studioso di Howard e delle sue storie, non fu d'accordo, notando che la personalità di Conan nella pellicola è molto diversa da quella del personaggio letterario: il Conan dei libri odia qualunque limitazione alla propria libertà, e si sarebbe opposto in modo violento alla schiavitù, laddove nella versione cinematografica egli accetta il proprio destino e dev'essere liberato. La recensione di Robert Garcia sulla sua rivista American Fantasy afferma che "questo Conan è meno potente, meno loquace, e meno istruito di quello di Howard".
Il personaggio principale femminile, Valeria, trova le sue radici in due personaggi femminili forti delle storie di Conan scritte da Howard. La sua omonima era la compagna di Conan nel racconto Chiodi Rossi, mentre la sua personalità e il suo destino furono basati su quelli di Bêlit, la regina pirata in La regina della Costa Nera. Secondo Kristina Passman, professore associato di lingue e letteratura classiche, la Valeria del film costituisce nel mondo del cinema un perfetto archetipo del personaggio della 'buona' Amazzone, una combattente feroce, ma civilizzata. Rikke Schubart, una studiosa di cinema, affermò che Valeria è una buona Amazzone perché è domata dall'amore e non da una qualsiasi tendenza altruista. L'abilità di Valeria in battaglia corrisponde a quella di Conan e lei è inoltre raffigurata come suo eguale per comportamento e status. La fedeltà e amore che lei dimostra per Conan fanno di lei più di una cara compagna per lui; lei rappresenta la sua "possibilità di felicità umana". Il suo sacrificio per Conan e la sua breve resurrezione fanno venir fuori il suo codice eroico, illustrando che l'eroismo autosacrificante porta "fama immortale". Il nome di Valeria non viene pronunciato nel film; l'unica scena in cui è nominata, la sua autointroduzione, è stata tagliata.
Milius ha basato l'altro compagno di Conan, Subotai, sul più importante generale di Gengis Khan, Subedei, piuttosto che su uno dei personaggi di Howard. Secondo il critico cinematografico Roger Ebert, Subotai ricopre il ruolo di "una classica figura letteraria - il Miglior Amico". Aiuta il barbaro a uccidere un serpente gigante e lo salva dalla crocifissione; il ladro inoltre piange per il suo compagno durante la cremazione di Valeria, con la spiegazione che "essendo un Cimmero, [Conan] non avrebbe pianto."
Il nemico di Conan, Thulsa Doom, è un ibrido tra due personaggi di Howard. Prende nome dal cattivo nella serie di storie di Kull di Atlantide scritte da Howard, ma è più simile come personaggio a Thoth-Amon, l'antagonista di Conan nel racconto La fenice sulla lama. Il Doom del film ha ricordato ai critici Jim Jones, il leader di un culto il cui controllo sui suoi seguaci era tale che centinaia di loro ubbidirono al suo ordine di suicidarsi. Milius disse che la sua ricerca sugli antichi ordini degli Hashishin e dei Thuggee era stata l'ispirazione per il culto del serpente di Doom.

## Produzione
A partire dagli anni 1970, vari problemi legati a licenze hanno reso difficile la produzione di adattamenti cinematografici delle storie di Conan. La Lancer Books, che aveva acquisito i diritti nel 1966, entrò in amministrazione controllata, e ci furono dispute legali sulla loro gestione dei diritti di pubblicazione che alla fine portarono al loro blocco dietro ingiunzione. Edward Summer propose Conan come potenziale progetto a Edward R. Pressman nel 1975, e dopo che gli furono mostrati i fumetti e gli artwork di Frazetta, Pressman si convinse. Ci vollero due anni per assicurarsi i diritti per il film. Le due parti principali coinvolte nella causa, Glenn Lord e de Camp, costituirono la Conan Properties Incorporated per gestire tutte le licenze del materiale collegato a Conan, e subito dopo a Pressman furono concessi i diritti cinematografici. Spese più di 100 000 $ in spese legali per riuscire a risolvere la causa, e i diritti gli costarono altri 7 500 $.

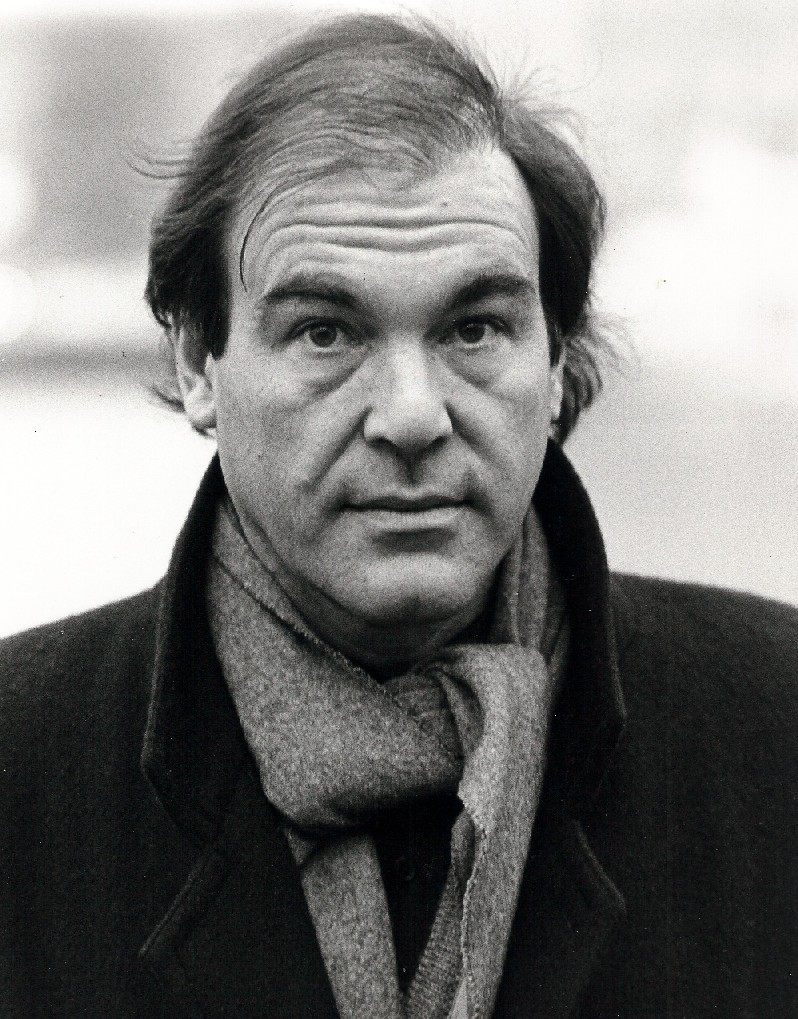
Oliver Stone è stato ingaggiato in qualità di sceneggiatore

Il successo di Guerre Stellari nel 1977 e la popolarità di Conan tra gli adolescenti americani, che compravano le ristampe delle storie con le copertine di Frazetta e gli adattamenti della Marvel Comics, attirò l'attenzione dell'industria cinematografica per la produzione di film che narrassero "avventure eroiche in luoghi fiabeschi e soprannaturali". Secondo Buzz Feitshans, un produttore che lavorò spesso con lui, John Milius manifestò interesse per la regia di un film su Conan per la prima volta nel 1978, dopo aver completato le riprese di Un mercoledì da leoni. Milius e Feitshans avvicinarono Pressman, ma ebbero divergenze su molti aspetti che impedirono il prosieguo delle trattative.
Oliver Stone si è unito al progetto di Conan dopo che la Paramount Pictures si è offerta di finanziare il budget iniziale di 2,5 milioni di dollari se nel team ci fosse stato uno sceneggiatore famoso. Dopo essersi assicurati i servizi di Stone, Pressman aveva proposto a Frank Frazetta di fare da "consulente visivo", ma non sono riusciti a raggiungere un accordo. Il produttore poi ha ingaggiato Ron Cobb, che aveva appena completato il design per il set di Alien (1979). Cobb ha fatto una serie di dipinti e disegni per Pressman prima di andarsene per unirsi a Milius in un altro progetto.
La stima per realizzare lo script completo di Stone arrivò a 40 milioni di dollari; Pressman, Summer e Stone non riuscivano a convincere uno studio a finanziare il loro progetto. La compagnia di produzione di Pressman era in difficoltà finanziarie e per tenerla a galla si fece fare un prestito bancario. Anche il non riuscire a trovare un regista adatto era un problema per il progetto. Furono considerati come possibili co-registi lo stesso Stone e Joe Alves, che era il regista della seconda unità per Lo squalo, ma Pressman disse che "era un'idea abbastanza folle e non se ne fece nulla". Stone disse anche che aveva chiesto a Ridley Scott, che aveva appena finito di dirigere Alien, di accettare l'incarico, ma che l'offerta fu respinta.
Cobb mostrò a Milius il suo lavoro e il copione di Stone il quale, d'accordo con lui, risuscitò l'interesse di Milius; il regista contattò Pressman, e raggiunsero un accordo: Milius avrebbe diretto il film se gli fosse stato concesso di modificare il copione. Milius era conosciuto nell'industria del cinema per le sue sceneggiature toste di Dirty Harry (1971) e Una 44 Magnum per l'ispettore Callaghan (1973). Dato che era sotto contratto per dirigere il suo prossimo film per Dino De Laurentiis, un produttore influente nell'industria del cinema fantasy, Milius avanzò la proposta a De Laurentiis, e, dopo un anno di negoziati, Pressman e De Laurentiis accettarono di co-produrre. De Laurentiis rilevò il finanziamento e la produzione e Pressman rinunciò a tutti i diritti sui profitti del film, anche se mantenne l'approvazione sulle modifiche a cast, sceneggiatura e regia. De Laurentiis assegnò la responsabilità della produzione a sua figlia, Raffaella, e Feitshans. Milius fu formalmente nominato regista nei primi mesi del 1979, e Cobb fu chiamato come scenografo. De Laurentiis convinse la Universal Pictures a distribuire il film negli Stati Uniti. Lo studio contribuì anche al budget con 17,5 milioni di dollari e ne stanziò altri 12 per pubblicizzare il film.

### Cast

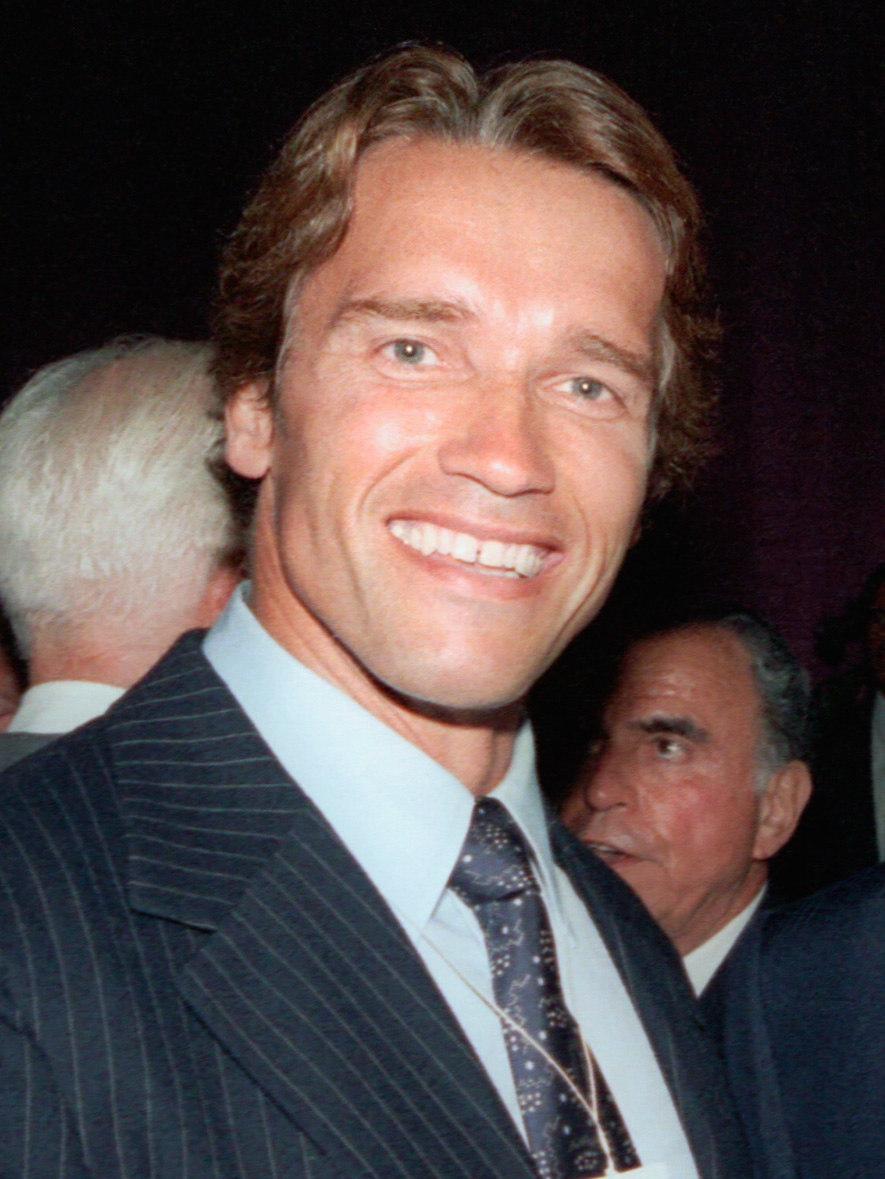
Ed Pressman e i suoi soci considerarono Arnold Schwarzenegger come l'incarnazione vivente di Conan il barbaro

Mentre lavoravano per assicurarsi i diritti sul film, Pressman e Summer stavano pensando anche al ruolo da protagonista. Summer disse che avevano considerato Charles Bronson, Sylvester Stallone e William Smith, i quali avevano interpretato personaggi tosti, ma nel 1976 i due produttori videro uno spezzone del film sul bodybuilding Pumping Iron e decisero che Arnold Schwarzenegger era perfetto per il ruolo di Conan. Stando a Schwarzenegger, sono stati l'approccio da basso profilo e la grande forza interiore di Pressman a convincerlo a unirsi al progetto. Paul Sammon, che scriveva per il Cinefantastique, disse che l'ex campione di bodybuilding era praticamente "l'incarnazione vivente di una delle illustrazioni dell'album di Frazetta". Schwarzenegger fu pagato 250 000 dollari e gli fu posto un fermo; i termini del contratto gli proibivano di recitare in altri film di spada e stregoneria. Schwarzenegger ha detto che Conan è stata la sua più grande occasione per farsi un nome nell'industria dell'intrattenimento.
Grazie alla solida fiducia che Pressman gli dava, Schwarzenegger conservò il ruolo di Conan anche dopo che il progetto fu venduto effettivamente a De Laurentiis. Milius voleva un look più atletico per il suo attore protagonista, quindi Schwarzenegger si è sottoposto a un regime di allenamenti per 18 mesi prima che iniziassero le riprese; a parte la corsa e il sollevamento pesi, la sua routine comprendeva anche scalare la fune, andare a cavallo e il nuoto. È dimagrito da 240 libbre a 210 (110 a 95 kg). A parte Conan, altri due ruoli importanti furono recitati da attori novizi. Subotai era Gerry Lopez, un campione di surf, il quale ebbe solo un'esperienza di rilievo come interprete di sé stesso in Un mercoledì da leoni di Milius. Schwarzenegger ha vissuto a casa di Lopez per più di un mese prima di cominciare le riprese del film; per questo poterono entrare nei loro ruoli e costruire un rapporto. Sandahl Bergman, una ballerina che aveva avuto piccole parti in alcune produzioni teatrali e film, ebbe il ruolo di Valeria. Era stata raccomandata a Milius da Bob Fosse che l'aveva diretta in All That Jazz - Lo spettacolo continua (1979) e fu accettata dopo aver letto la parte. La Bergman vinse il Golden Globe per la migliore attrice debuttante per la sua interpretazione nel film.
Milius disse che gli attori erano stati scelti perché la loro appariscenza e la loro personalità erano perfette per i loro ruoli. Voleva attori che non avessero nessun preconcetto da progettare nei loro ruoli. Nonostante Milius avesse avuto qualche riserva quando vide le prime riprese degli attori alle prime armi, diede loro fiducia cercando di aiutarli con i loro talenti e cercando di modificare il copione in base alle loro abilità. Schwarzenegger aveva studiato per alcune settimane nel 1980 con Robert Easton, un voice coach che aveva lavorato per anni a Hollywood, per migliorare la sua dizione. Le sue prime parole nel film parafrasavano il discorso dell'imperatore mongolo Gengis Khan riguardo alle cose belle della vita e l'attore lo riprodusse con un marcato accento austriaco. I critici hanno in seguito descritto ciò che avevano sentito in questi termini: "to crush your enemies—see dem [them] driven before you, and to hear the lamentations of dair vimen [their women]". Di conseguenza, Schwarzenegger fu sottoposto a un intensivo allenamento verbale con discorsi di prova con Milius. Ognuna delle battute successive più lunghe venivano provate almeno quaranta volte. Anche le parti di Lopez erano state un problema: anche se Milius era soddisfatto del lavoro di Lopez, le battute del surfista furono ridoppiate dall'attore Sab Shimono per il montaggio finale. Una fonte vicina alla produzione afferma che questo fu necessario perché Lopez non era stato in grado di mantenere una certa qualità nella sua voce.
Sean Connery e John Huston furono considerati per altri ruoli. James Earl Jones e Max von Sydow furono, secondo Milius, assunti con la speranza di ispirare Schwarzenegger, Bergman e Lopez. Jones era veterano quanto a premi vinti in numerose produzioni teatrali e cinematografiche. Von Sydow era attore svedese di fama internazionale. ll ruolo di Thulsa Doom venne offerto a Jones mentre stava considerando l'idea di insediarsi per il ruolo di Grendel in un imminente film basato sull'omonimo romanzo di John Gardner; dopo aver appreso che si trattava di un film d'animazione, Jones lesse il copione di Conan e accettò la parte di Doom. Quando iniziarono le riprese di Conan, Jones stava anche recitando in uno spettacolo teatrale a Broadway, A Lesson to Aloes di Athol Fugard. Lui e la troupe del film coordinarono i loro orari per permettergli di prendere parte alle restanti rappresentazioni. Jones iniziò anche a interessarsi alla recitazione di Schwarzenegger, dandogli spesso dei consigli su come interpretare le sue battute.
L'attore giapponese Mako Iwamatsu, noto professionalmente come Mako, fu coinvolto nel progetto da Milius per la sua esperienza; ha recitato in molte rappresentazioni e pellicole ed è stato nominato per un Premio Oscar e un Tony Award. In Conan, Mako ha recitato nei panni di Akiro "Il Mago" e ha prestato la voce ai discorsi di apertura e chiusura del film. William Smith, sebbene abbia perso il ruolo principale, è stato ingaggiato per recitare la parte del padre del barbaro. I due luogotenenti di Doom sono stati interpretati da Sven-Ole Thorsen, un bodybuilder e maestro di karate danese, e Ben Davidson, un ex giocatore di football americano che giocava con gli Oakland Raiders. Cassandra Gava ebbe il ruolo della strega. Milius assunse più di 1500 comparse in Spagna e si avvalse anche di attori professionisti provenienti dall'industria cinematografica europea: Valerie Quennessen venne scelta per interpretare la figlia di Osric, Jorge Sanz interpretò il ruolo di Conan a 9 anni mentre Nadiuska ottenne il ruolo della madre.

### Sceneggiatura
Le prime idee per un film dedicato alle vicende di Conan il barbaro furono sviluppate nel 1976: Summer concepì la sceneggiatura con l'aiuto di Roy Thomas, uno scrittore che aveva già ideato e pubblicato diverse trame sulle vicende di Conan per il fumetto a lui dedicato della Marvel. La storia di Summer e Thomas, nella quale Conan venne usato da un "subdolo sacerdote per uccidere un malvagio stregone", fu largamente basata su Gli intrusi a palazzo di Howard. Il loro script fu abbandonato quando Oliver Stone accolse il progetto. Stone, a quel tempo, attraversò un periodo di dipendenza dalla cocaina ed era depresso. La sua sceneggiatura fu scritta sotto l'effetto delle droghe e il risultato fu quello che Milius definì un "totale sogno agitato di febbre e droga", sebbene un ispiratore unico. Stando a Schwarzenegger, Stone completò la bozza nel tardo 1978. Cogliendo l'ispirazione dal Colosso nero e da Nascerà una strega di Howard, Stone propose una storia, lunga quattro ore, nella quale l'eroe si batte in difesa del reame di una principessa. Invece di avere luogo nel remoto passato, la storia di Stone è ambientata in un futuro post-apocalittico, dove Conan guida un'armata in un'imponente battaglia contro un'orda di 10 000 mutanti.

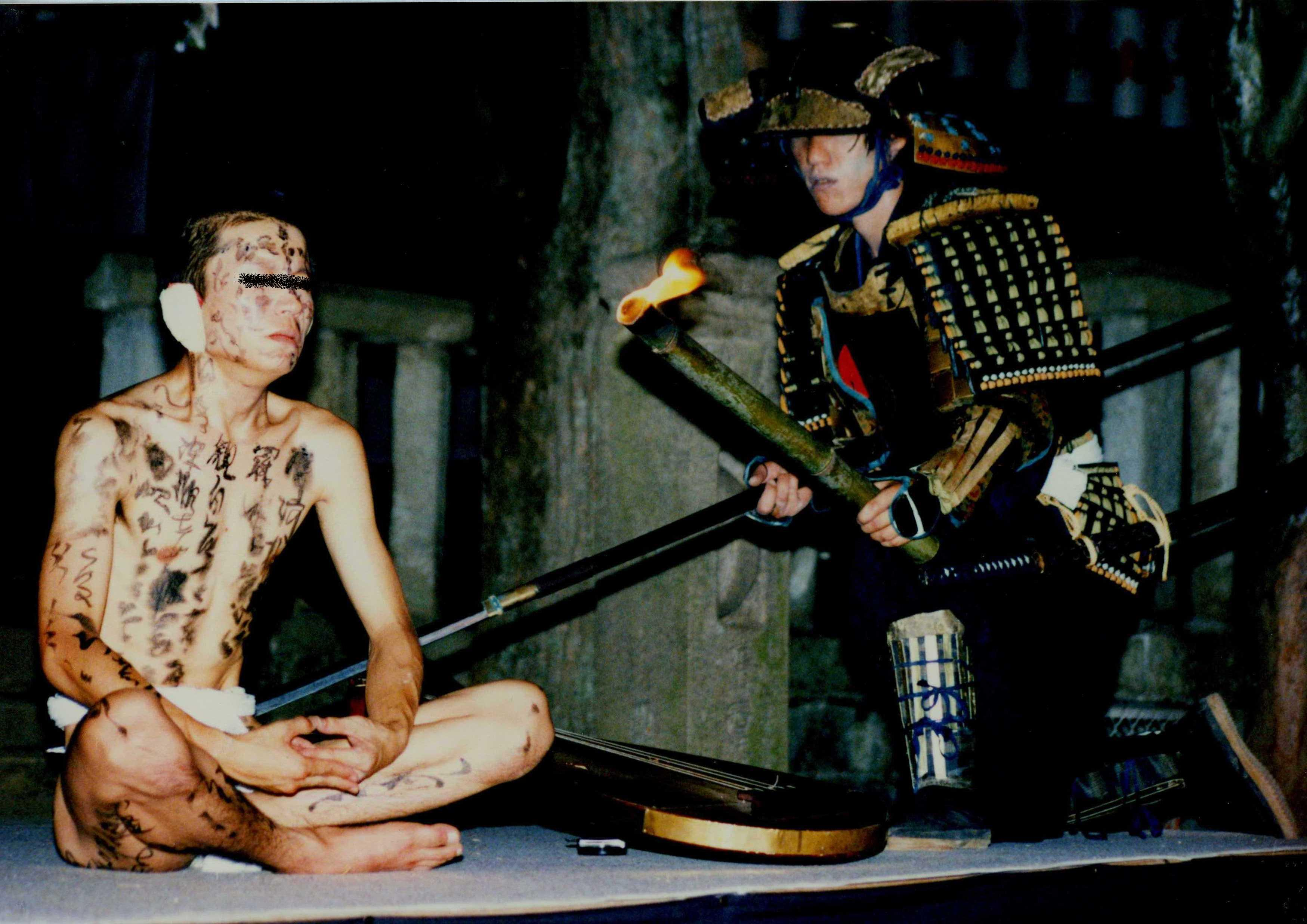
L'idea di dipingere simboli sul corpo di Conan per aiutare a respingere i fantasmi è tratta da una storia giapponese, "Hoichi il Senza orecchie” (rappresentazione teatrale)

Quando Milius fu designato regista, si assunse il compito di scrivere la sceneggiatura. Nonostante indicato come co-sceneggiatore, Stone disse che Milius non incorporò nessuno dei suoi suggerimenti nella storia finale. Milius scartò la seconda metà della storia di Stone. Mantenne molte scene della prima metà, come la crocifissione di Conan, che è stata presa direttamente da Nascerà una strega, e l'ascesa della Torre dei Serpenti, che è stata tratta da La torre dell'elefante.
Uno dei cambiamenti originali di Milius era di ampliare la breve esposizione della gioventù di Conan fatta da Stone – l'incursione nel villaggio della Cimmeria - nella sua adolescenza con l'asservimento del barbaro alla Ruota del Dolore e l'addestramento come gladiatore. Milius ha anche aggiunto idee prese da altri film.
Il racconto soprannaturale "Hoichi il senza-orecchie", come riportato nel film Kwaidan (1965) di Masaki Kobayashi, ispirò la pittura di simboli sul corpo di Conan e lo sciame di fantasmi durante la resurrezione del barbaro, e il film I sette samurai (1954) di Akira Kurosawa influenzò la visione di Milius della battaglia finale di Conan contro gli uomini di Doom. Milius incluse inoltre scene di racconti di Conan non realizzati da Howard; la scoperta della tomba durante il vagare del barbaro e l'appropriazione della spada al suo interno, furono scene basate sulla storia breve La «cosa» nella cripta di De Camp e Carter. Secondo Derek Elley, critico cinematografico di Variety, il copione di Milius, con le sue idee originali e i riferimenti a storie pulp, è stato fedele agli ideali che Howard aveva di Conan.

### Riprese
Le riprese iniziarono agli Shepperton Studios in Inghilterra nell'ottobre del 1980 con Schwarzenegger truccato per interpretare Conan da anziano re mentre legge un brano delle Cronache Nemediane, che Howard scrisse per introdurre le sue storie su Conan. Queste riprese inizialmente dovevano essere un trailer ma poi Milius decise di utilizzarle come sequenza iniziale del film. Cobb, De Laurentiis e Universal Pictures erano preoccupati riguardo l'accento di Schwarzenegger, così Milius vi riparò spostando la sequenza alla fine del film.
La nazione scelta inizialmente come luogo per gli esterni della lavorazione fu la Jugoslavia, ma a causa di timori relativi alla stabilità del paese a seguito della morte del suo capo di Stato, Josip Broz Tito, e poiché l'industria cinematografica jugoslava si dimostrò dotata di insufficienti attrezzature ai fini della produzione cinematografica su larga scala, i produttori decisero di trasferire il progetto in Spagna, nazione più vantaggiosa da un punto di vista economico e capace di fornire con facilità le risorse. Occorsero parecchi mesi per trasferirsi; la troupe e le attrezzature arrivarono a settembre, mentre le riprese iniziarono il 7 gennaio 1981. I produttori destinarono undici milioni di dollari per la produzione da farsi in Spagna, di cui circa tre milioni furono spesi per l'allestimento di 49 set. Nella costruzione s'impiegarono tra le cinquanta e le duecento persone; vennero anche assunti pittori di scena provenienti da Inghilterra, Italia e dalla Spagna.
Un grande magazzino a 20 miglia (32 km) da Madrid servì da quartier generale della produzione; esso ospitò anche la maggior parte dei teatri di posa al coperto per la Torre dei Serpenti e per il tempio di Doom, un magazzino più piccolo venne affittato per contenere altri teatri di posa al coperto. Gli interni rimanenti per la Torre dei Serpenti furono costruiti in un hangar abbandonato alla base aerea di Torrejon. Nell'hangar fu costruito un modello della torre in scala reale (12 m) e venne usato per riprendere la scalata di Conan e del suo compagno sulla struttura.

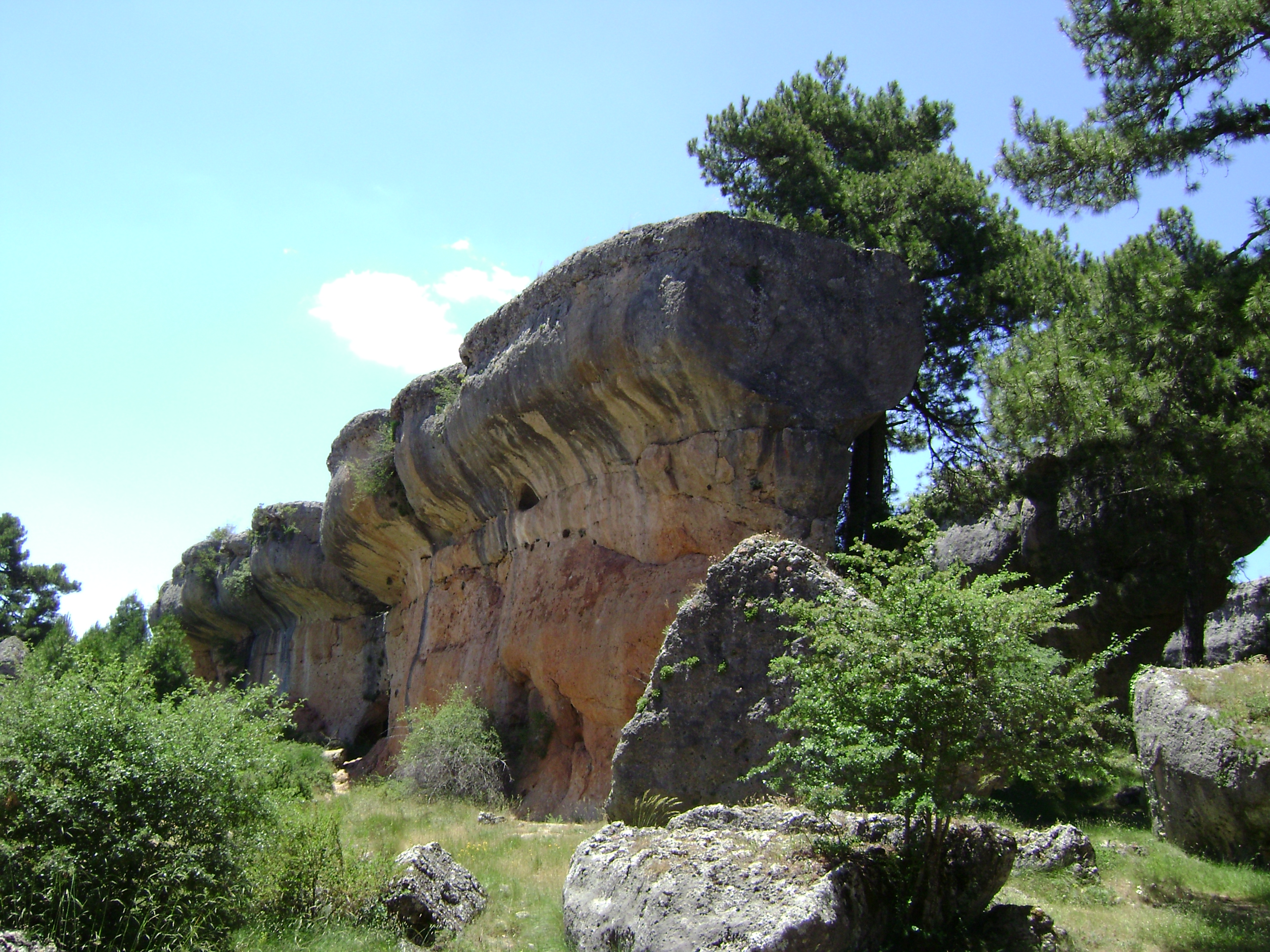
Le formazioni rocciose della Ciudad Encantada offrono lo scenario per uno scontro sovrannaturale in Conan

La troupe riprese numerose scene esterne nella campagna vicino a Madrid; il villaggio Cimmero fu costruito in una foresta vicino alla stazione sciistica Valsaín, a sud di Segovia. Circa un milione di pesetas (12 084 $) è il costo dei trucioli marmorei che vennero cosparsi sulla terra per simulare la neve. L'incontro di Conan con la strega e con Subotai venne girato tra le formazioni rocciose della Ciudad Encantada nella provincia di Cuenca. La maggior parte delle scene all'aperto sono state girate nella provincia di Almería, la quale ha offerto un clima semi-arido, varie tipologie di terreno (deserti, spiagge, montagne), e strutture romane e moresche (stile arabo) le quali potrebbero essere adattate per molte ambientazioni.
La crocefissione di Conan fu ripresa nel marzo 1981 fra le dune sabbiose della costa sudorientale di Almería. L'albero del Dolore fu realizzato con strati di intonaco e polistirene applicati su una intelaiatura di legno e acciaio. Era montato su di una piattaforma girevole, che ne permetteva la rotazione sìcché l'angolatura delle tenebre rimanesse uniforme per tutti i tre giorni delle riprese. Schwarzenegger sedeva su un sellino da bicicletta montato sull'albero mentre dei finti chiodi furono affissati ai polsi e ai piedi. La scena in cui Valeria e Subotai sconfissero i fantasmi per salvare Conan e la battaglia finale contro le forze di Doom furono filmate nelle saline di Almerimar. Vennero erette rovine simili a quelle di Stonehenge e tumuli di sabbia pressata che raggiungevano i 9 metri di altezza. Le alterazioni del paesaggio suscitarono le proteste degli ambientalisti, così i produttori promisero di ripristinare il sito originario una volta ultimate le riprese.

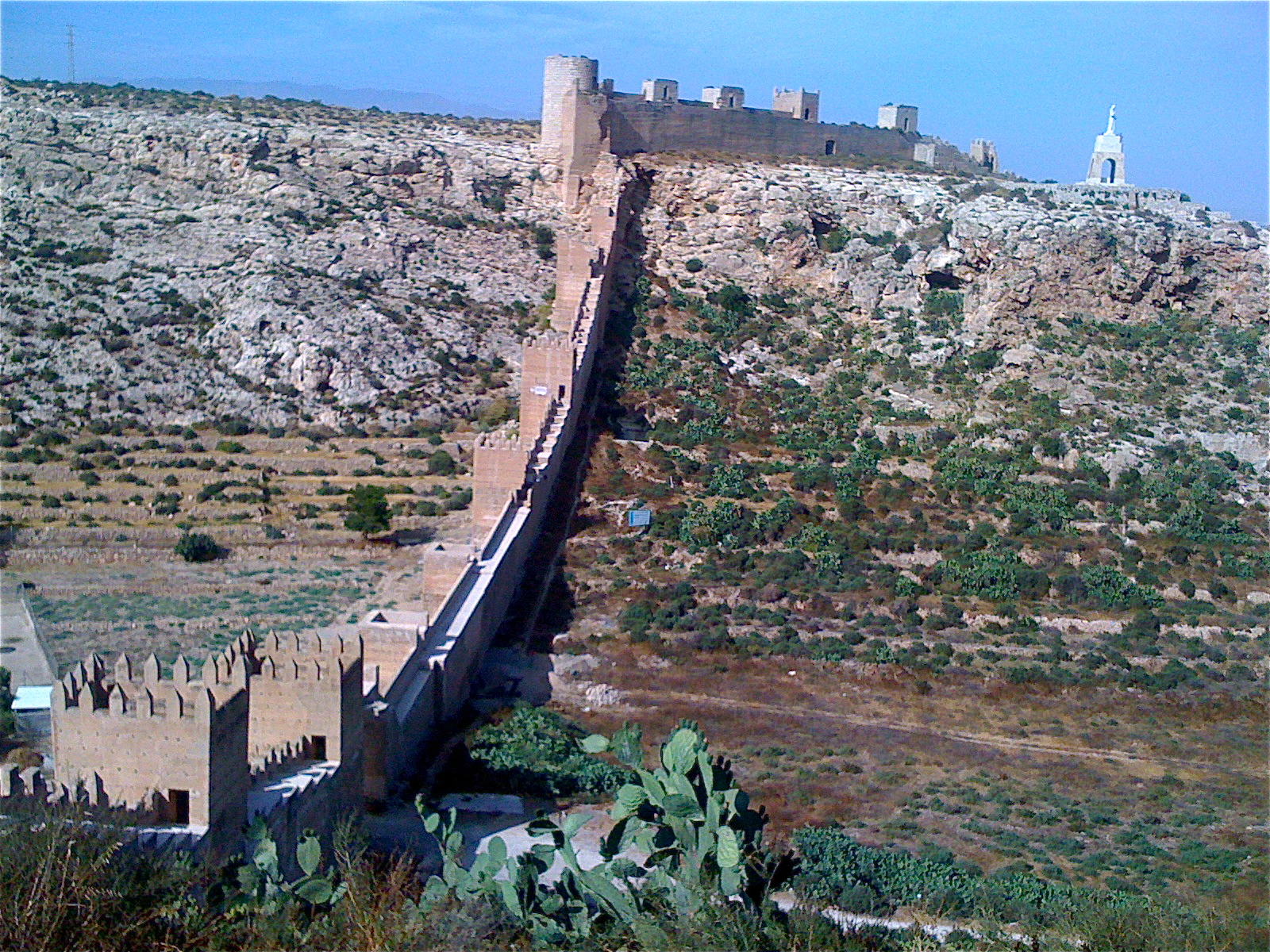
Le mura dell'Alcazaba in Almeria sono state utili per creare l'ambientazione per un bazar, nel film

Il Tempio di Set fu eretto tra le montagne, a più di 12 chilometri a ovest della città di Almeria. La struttura era lunga 50 metri e alta 22 metri (72 piedi). È stato il più costoso dei set, a fronte di un esborso da 350 000 dollari. Venne costruito utilizzando diversi tipi di legno, lacche e tonnellate di calcestruzzo. La scalinata aveva 120 gradini. Milius e il suo equipaggio girarono anche in siti storici e su set di film precedenti. Le scene di un bazar vennero girate presso l'Alcazaba Moresca di Almería che venne allestita al fine di dargli un'immaginaria parvenza Hyboriana. Shadizar è stata realizzata sul set di un film preesistente ambientato nel deserto di Almeria; la fortezza utilizzata per le riprese del film western El Condor (1970), venne ristrutturata come se fosse una città antica.

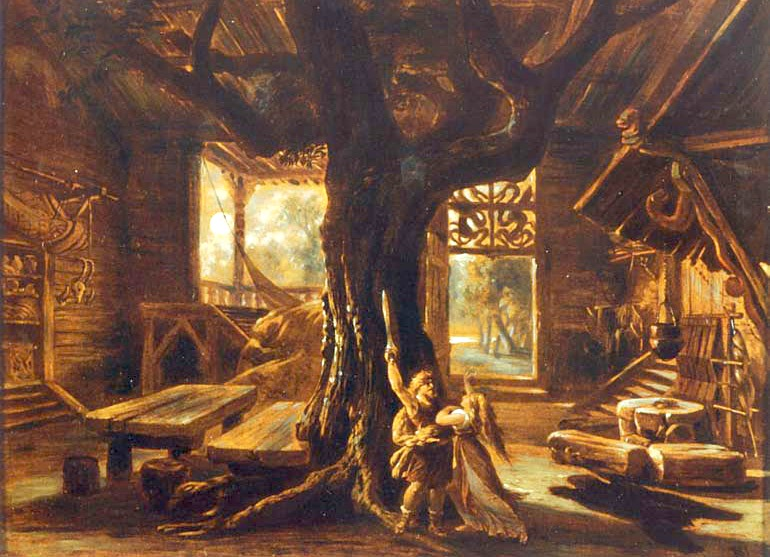
Un accademico fece notare che l'Albero del Dolore sembrava un oggetto di scena preso da una messa in scena del 1876 de La Valchiria di Richard Wagner. Dipinto di Josef Hoffmann, 1876

Era costoso costruire un set grande, e Milius non voleva ripiegare su effetti ottici o paesaggi pitturati. La troupe invece ha usato effetti speciali in miniatura (giocando sulla prospettiva) per dare l'illusione della grandezza e dell'imponenza in gran parte delle scene. Dei modelli in scala delle strutture furono costruiti da Emilio Ruiz e posizionati di fronte alle telecamere così da apparire come se fossero edifici a grandezza naturale nel film; usando questa tecnica il set di Shadizar fu esteso così da apparire come se fosse più del doppio delle sue dimensioni reali. Ruiz costruì otto modelli principali in miniatura, inclusi un palazzo alto 4 piedi (1,2 m) e una rappresentazione dell'intera città di Shadizar che si estendeva per 120 piedi quadrati (11 m²).
L'indicazione data da Cobb per il set è stata quella di "annullare la storia", "per inventare la [loro stessa] storia fantasy", e tuttavia mantenere un "aspetto realistico, storico". Evitando l'immagine greco-romana usata pesantemente nei film sword and sandal degli anni sessanta, creò un mondo che era un miscuglio di culture dell'Età Oscura, come quelle dei Mongoli e dei Vichinghi.
Diversi scenari hanno reso omaggio ai dipinti di Conan fatti da Frazetta, come ad esempio la "schiava mezza nuda incatenata a una colonna, con un leopardo ringhiante ai suoi piedi" durante il tripudio di venerazione del serpente. David Huckvale, docente alla Open University e annunciatore radiofonico presso la BBC Radio, asserì che il design dell'Albero del Dolore e i costumi sembrano essere molto simili a quelli usati nell'opera L'anello del Nibelungo di Richard Wagner al Festspielhaus di Bayreuth nel 1876. La lavorazione del film fu completata a metà del maggio 1981. La troupe bruciò il villaggio cimmero e il Tempio di Set dopo aver finito di girare le scene su ogni set.

### Stunt e spade
Parecchie scene presenti in Conan furono girare con una "mini-jib" (un sistema di telecamera a controllo elettronico remoto posto sopra una leggera gru motorizzata) che Nick Allder, il supervisore degli effetti speciali, aveva ideato quando lavorò ne Il drago del lago di fuoco (1981). Gli stunt furono coordinati da Terry Leonard, che lavorò in molti film precedenti a Conan, tra cui alcuni lavori di Milius e I predatori dell'arca perduta di Steven Spielberg (1981). Leonard disse che Schwarzenegger, Bergman, Lopez eseguirono molte delle loro acrobazie, inclusi i combattimenti.
I tre attori si sottoposero a un addestramento in arti marziali prima delle riprese. A partire dall'agosto del 1980, furono allenati da Kiyoshi Yamazaki, cintura nera di karate e maestro spadaccino, che li addestrò in vari stili di combattimento con spada in modo da farli apparire abili nell'uso delle loro armi. Per ogni mossa di combattimento si esercitavano almeno quindici volte prima di girare le scene. Yamazaki diede dei consigli a Leonard sulla coreografia delle lotte con la spada ed ebbe un anche un cameo nella parte di uno degli istruttori di Conan.
Tim Huchthausem, il fabbricante degli oggetti di scena, lavorò con il creatore di spade Jody Samson per creare armi tarchiate che Milius riteneva indispensabili. Particolare attenzione fu data alle due spade maneggiate da Conan: la spada di suo padre (la "spada del maestro") e la spada che trovò nel sepolcro di Albione (la "spada atlantidea"); entrambe furono realizzate dai disegni di Cobb. Le loro lame erano forgiate in acciaio carbonato e sottoposte a un trattamento termico senza affilarle. Le else e i pomelli furono scolpiti e sottoposti al processo di fusione a cera persa; le iscrizioni venivano aggiunte alle lame tramite elettroerosione. Samson e Huchthausen costruirono quattro spade Master e tre Atlantiche, al costo di 10 000 $ per arma. Furono forgiate anche copie delle spade atlantiche per essere date ai membri della produzione.
Samson e Huchthausen concordavano sul fatto che le armi fossero pesanti e sbilanciate, e per questo non adatte al vero combattimento; le versioni più leggere fatte in alluminio, fibra di vetro e acciaio furono assemblate a Madrid; queste copie da 3 libbre (1,4 chili) vennero usate nelle scene di combattimento. Su iniziativa di Schwarzenegger, le spade pesanti furono usate nelle inquadrature in primo piano. Le altre armi usate nel film non erano altrettanto elaborate; la talwar di Valeria fu ricavata da un foglio d'alluminio.
La copiosa quantità di sangue versato nelle scene di combattimento veniva da delle sacche di sangue finto legate ai corpi dei protagonisti. Il sangue animale preso dai mattatoi fu versato in terra per simulare pozze di sangue umano. Il più delle volte le spade finte in fibra vetro vennero impiegate per le scene dei colpi mortali. Ideate da Allder, la lama di queste spade era retrattile, e molte schizzavano sangue dalla punta. Nonostante le spade dovessero essere delle alternative sicure alle armi in metallo, esse potevano comunque essere pericolose: in uno dei combattimenti, la Bergman si stava allenando con una comparsa che ha sbagliato a seguire la coreografia, e le ha procurato un taglio a un dito.
Si verificarono degli incidenti anche nelle scene che non prevedevano l'uso di armi. Una controfigura sbatté la faccia contro una macchina di ripresa mentre cavalcava un cavallo lanciato al galoppo, e Schwarzenegger fu aggredito da uno dei cani addestrati. L'impiego di animali vivi sollevò parimenti preoccupazioni per quanto riguardava la crudeltà; l'associazione American Humane qualificò il film come "inaccettabile". Le violazioni enumerate dall'associazione comprendevano il prendere a calci un cane, le percosse date a un cammello e gli inciampi dei cavalli.

### Effetti meccanici

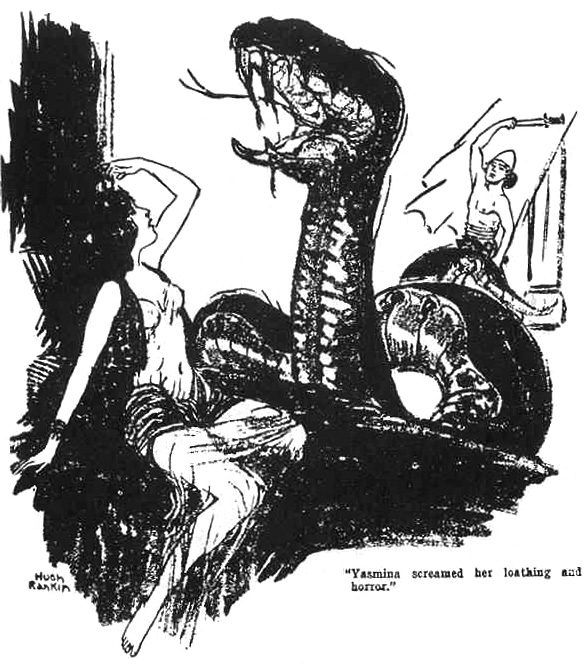
Il serpente gigante affrontato da Schwarzenegger fu l'effetto speciale meccanico più costoso del film

Carlo De Marchis, il supervisore del make-up per effetti speciali, e Colin Arthur, precedente capo di studio di Madame Tussauds, erano responsabili dei manichini umani e dei corpi finti usati nel film. I manichini aumentavano il numero di persone nella folla standone all'interno come corpi morti, mentre le parti di corpo finte erano usate nelle scene in cui venivano mostrate le conseguenze di un combattimento e le scene dei banchetti cannibali della setta. Nella scena della decapitazione di Thulsa Doom, Schwarzenegger fende un manichino e ne tira fuori una catena che in esso era nascosta per staccargli la testa. La decollazione della madre di Conan fu più complessa: uno scudo in plexiglas frapposto tra Jones e Nadiuska ne fermò la spada mentre si scagliava contro di lei e una testa artefatta cadde nel raggio della macchina di ripresa. Una testa più rifinita venne impiegata per le riprese in primissimo piano, questo artificio sputava sangue a fiotti e i movimenti degli occhi, della bocca e della lingua erano controllati per mezzo di cavi nascosti sotto la neve.

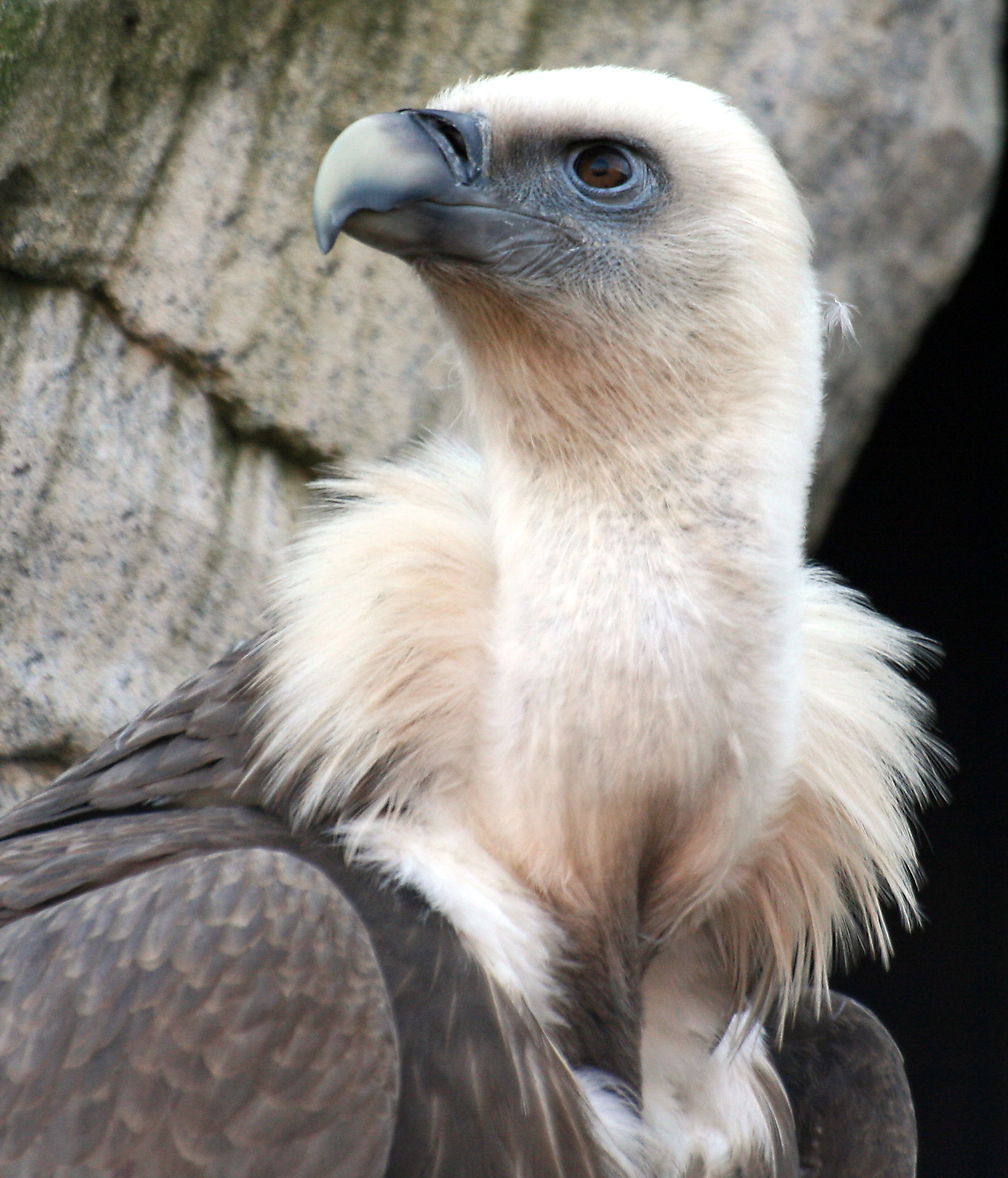
Nella scena in cui Schwarzenegger morde il collo dell'uccello fu usato un manichino con parti di un avvoltoio morto

Allder creò un serpente meccanico alto 36 piedi (11 metri) e costato 20 000 dollari per le scene di lotta nella Torre dei Serpenti. Il corpo del serpente aveva un diametro di 2,5 piedi (0,76 m), e la testa era lunga 2.5 piedi (0,76 m) e larga 2 piedi (0,61 m). Il suo scheletro era fatto di duralluminio (una lega usata per i telai degli aerei) e la pelle era di gommaschiuma vulcanizzata. Controllato da cavi d'acciaio e pompe idrauliche, il serpente poteva esercitare una forza tra le 3,5 e le 9 tonnellate. Furono creati altri due serpenti con le stesse dimensioni: uno per le riprese fisse e uno per le decapitazioni attuate da Schwarzenegger. Per creare la scena all'Albero del Dolore la troupe legò degli avvoltoi vivi sui rami, e ricreato un uccello meccanico per pungolare Schwarzenegger. Le piume e le ali di questo uccello meccanico erano di un avvoltoio morto, e i suoi ingranaggi per farlo muovere erano incastrati nel finto albero.
Secondo Sammon, "uno dei più grandi effetti speciali nel film è stata la trasformazione su schermo di Thulsa Doom in un serpente gigante". Conteneva filmati di parti del corpo finte, serpenti vivi e finti, miniature e altri trucchi della telecamera combinati in una sequenza scorrevole con la dissolvenza. Dopo che Jones è stato filmato in posizione, fu sostituito da una struttura cava con una maschera di gomma che è stata spinta da dietro da un pupazzo a forma di testa di serpente per dare l'illusione del cambiamento delle ossa facciali di Doom. La testa venne quindi sostituita con un serpente meccanico di 6 piedi (1,8 m); Quando si muoveva verso l'esterno, un membro dell'equipaggio premeva un pedale per comprimere il quadro (framework). Per la parte finale della sequenza un serpente reale fu filmato su un set in miniatura.

### Effetti ottici

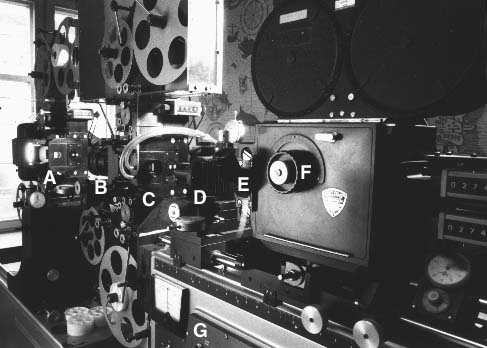
Gli effetti speciali della VCE furono composti con bobine di ripresa diretta attraverso una stampante ottica a due teste di proiezione per creare la copia finale

Ci furono pochi effetti ottici in Conan il barbaro. Milius dimostrò ambivalenza verso le componenti di fantasia, prediligendo una storia che metta in mostra i risultati realizzati attraverso i propri sforzi, senza ricorso al soprannaturale. Disse anche che seguì il consiglio di Cobb e di altri membri della produzione sulle questioni degli effetti speciali. Nell'ottobre 1981, fu ingaggiata la Visual Concepts Engineering (VCE), compagnia di effetti speciali di Peter Kuran, per trattare gli effetti ottici della post-produzione di Conan. La VCE aveva già lavorato in film come I predatori dell'arca perduta e Il drago del lago di fuoco. Tra i loro compiti per Conan sono stati aggiunti riflesso e brillantezza all'Occhio del Serpente e all'armatura da Valchiria di Valeria. Non tutti i lavori della VCE sono passati alla copia finale: in origine la compagnia aveva migliorato anche le fiamme della pira funeraria di Valeria ma furono successivamente ripristinate nella versione originale.
Per la scena in cui Valeria e Subotai dovevano respingere i fantasmi per salvare la vita di Conan, le "nuvole bollenti" furono create dalla Industrial Light & Magic di George Lucas, mentre alla VCE fu dato il compito di creare i fantasmi. Il loro primo tentativo - filmando strisce di pellicola composte di un'emulsione fotosensibile sospesa in una soluzione viscosa - suscitò le lamentele dei produttori che pensarono che gli spiriti risultanti fossero troppo simili a quelli di una scena de I predatori dell'arca perduta, così la VCE passò all'animazione per completare il lavoro. Per prima cosa, disegnarono guerrieri muscolosi dall'aspetto spettrale su fogli di acetato (rodovetro) e stamparono le immagini su pellicola con un supporto d'animazione della Oxberry, che è un dispositivo per convertire in film le animazioni, e una fotocopiatrice per contatto. La Oxberry era dotata di una lente usurata adatta a introdurre riflesso sull'obiettivo per le stampe. L'intenzione della VCE con l'utilizzo della vecchia lente era fare risultare immagini di fantasmi simili a come erano filmati nella realtà tramite cinepresa. L'ultimo composito è stato prodotto inquadrando i nastri della pellicola per gli effetti e sequenze live-action attraverso una stampante ottica a due teste di proiezione e catturando i risultati con una macchina da presa.

## Colonna sonora
La musica è stata curata da Basil Poledouris.

## Schwarzenegger e la spada negli anni successivi al film
- Conan il Barbaro fu la pellicola che diede ad Arnold Schwarzenegger fama mondiale assieme al successivo Terminator (1984). Negli anni seguenti Schwarzenegger venne spesso associato alla figura del barbaro. Partecipando alla campagna presidenziale del 1988 in favore del candidato repubblicano George H. W. Bush, l'attore fu introdotto come "Conan il Repubblicano". Questa espressione sarebbe stata poi ripresa dai media quando Schwarzenegger era Governatore della California.
- Schwarzenegger conservò la spada atlantidea di Conan usata nel film esponendola anche nel suo ufficio durante il suo mandato di Governatore della California, facendola vedere occasionalmente ai suoi ospiti.
- Nel 2021 Schwarzenegger mostrò la spada in un video in cui condannava l'assalto al Campidoglio degli Stati Uniti del 6 gennaio 2021 da parte dei sostenitori di Donald Trump definendolo un attacco alla democrazia americana. L'attore disse che la democrazia è come l'acciaio della spada: più urti riceve durante la forgiatura, più forte diventa.
- La vera spada di Schwarzenegger fu poi usata dall'attore David Harbour nell'ultimo episodio della quarta stagione di Stranger Things, serie televisiva ambientata negli anni '80 e piena di riferimenti a quel decennio. Il personaggio interpretato da Harbour (Jim Hopper) usa la spada di Conan per affrontare un demogorgone, una creatura mostruosa dell'universo della serie.

## Distribuzione
Dopo l'anteprima mondiale avvenuta a Madrid il 16 marzo 1982, il film uscì in Italia il 31 marzo successivo (primo paese al mondo in cui venne distribuito). Negli Stati Uniti uscì solo il successivo 14 maggio. 

## Riconoscimenti
- Golden Globe 1983
  - Miglior attrice debuttante (Sandahl Bergman)
- Saturn Awards 1983
  - Miglior attrice (Sandahl Bergman)

## Versione a fumetti
Del film è stato prodotto un adattamento a fumetti, dalla trama lievemente ridotta e modificata, per opera di Michael Fleisher e John Buscema (autori anche di diversi albi della serie a fumetti dedicata al personaggio di Howard) e pubblicata dalla Marvel Comics nel 1982. L'edizione italiana è stata pubblicata nel novembre 1993 nel volume Best Comics n 21 da Comic Art, volume contenente anche due storie brevi dedicate a Conan e a Kull di Valusia.

### Annotazioni
1. ↑  Si veda il saggio (EN) The Hyborian Age, composto da Robert E. Howard durante gli anni 1930, che descrive l'universo narrativo a cui Howard stesso e altri scrittori con cui era in contatto facevano riferimento
2. ↑  La descrizione iniziale ad opera del narratore è in parte ripresa dalla citazione che apre il romanzo The Phoenix on the Sword, ed entrambe sono immaginariamente riprese dallo Pseudobiblion The Nemedian Chronicles.
3. ↑  Secondo Jody Samson, il fabbricante di spade che creò le spade usate nel film, mentre la rappresentazione della forgiatura che vediamo nella pellicola è possibile nella vita reale, gettare l'arma nella neve dopo averla riscaldata avrebbe verosimilmente mandato in frantumi la lama.*Waterman & Samson, 2002
4. ↑  Il serpente e il suo culto sono riferimenti che torneranno più volte nel film e derivano direttamente dalle tematiche dei romanzi e dei racconti di Howard. Tra gli avversari di Conan nei romanzi vi è Thoth-Amon, un mago sacerdote del dio serpente Set apparso per la prima volta nella storia The Phoenix on the Sword, che sembra essere la fonte di ispirazione per il Thulsa Doom del film. Thulsa Doom nei romanzi e racconti di Howard è invece il nome di un negromante avversario di un altro dei personaggi creati dallo scrittore, Kull di Valusia, le cui storie erano ambientate nell'era precedente a quella Hyboriana. Il personaggio di Kull è generalmente considerato l'antesignano di Conan, e alcuni racconti e romanzi del Cimmero (come il già citato The Phoenix on the Sword) sono riscritture di opere pensate inizialmente per Kull.
5. ↑  Nei romanzi e racconti di Howard il giovane Conan mostra scarso interesse verso la cultura, interessandosi più all'azione, mentre quando compare più anziano e già regnante sembra avere un maggiore interesse verso la conoscenza teorica: in The Phoenix on the Sword per esempio discute con il conte Prospero sull'incompletezza delle mappe possedute da Aquilonia, mentre lui stesso ne sta realizzando una rappresentante le nazioni a nord del paese, quasi del tutto ignote e considerate alla stregua di leggenda agli abitanti aquiloniani. Nel film tuttavia la conoscenza della filosofia orientale, che si sostiene sia stata fornita a Conan durante i suoi viaggi come lottatore, non sembra avere poi nessuna importanza nel resto della storia.
6. ↑  Nel commento audio al film dell'edizione DVD (edizione italiana in due dischi, 20th Century Fox Home Entertainment, 2005, minuto 24 del film e seguenti), il regista John Milius afferma che si trattava di un generale di Atlantide con il suo harem
7. ↑  Le due spade del film, quella del padre e quella ritrovata successivamente da Conan, sono divenute presto uno dei simboli della pellicola e oggetto di riproduzioni (non sempre autorizzate). Si vedano per esempio la Conan Father Sword e Conan the Barbarian Atlantean Sword prodotte su licenza dalla spagnola Marto di Toledo.
8. ↑  Questa sequenza, forse per via della scena di sesso, è spesso omessa nei passaggi televisivi italiani in prima serata, ma è presente nelle edizioni home video. Il nome della città immaginaria di Zamora non compare più nel film, ma una delle sequenze successive, quella del furto nella torre/tempio, è ispirata a un racconto di Howard, The Tower of the Elephant, effettivamente ambientato nella città di Zamora.
9. ↑  Il nome del personaggio deriva da quello della piratessa e guerriera che Conan incontra nel racconto Red Nails.
10. ↑  Tema ripreso dal racconto The Tower of the Elephant, ambientato nella città di Zamora.
11. ↑  Crocifissione ripresa da uno dei racconti originali di Howard, A Witch Shall be Born.
12. ↑  Conan è salvato dal fantasma di una delle donne che aveva amato anche in Queen of the Black Coast: si tratta della regina pirata Bêlit, la regina della Costa Nera a cui fa riferimento il titolo del racconto.
13. ↑  Da quell'immagine sono state prodotte numerosi modellini in azione (action figures) ed è in seguito stata ripresa da numerosi illustratori nei prodotti di prodotti promozionali (merchandising) relativo al personaggio.
14. ↑  Qui il testo fa notare il fatto che l'attore avendo usato un accento austriaco, i critici avevano colto le parole quasi senza capirle come their - DEIR e women - VIMEN (Tipica fonetica tedesca)
15. ↑  La frase inglese originale, tradotta da Sir Henry Hoyle Howort nel 1876 dalla versione francese di Abraham Constantin Mouradgea d'Ohsson del discorso di Gengis Khan: "Il più grande piacere della vita è sconfiggere i tuoi nemici per inseguirli prima che loro inseguano te, derubarli delle loro ricchezze, trovarteli a terra nella polvere, vedere i loro cari annegare nelle lacrime, cavalcare i loro cavalli, stuprare le loro mogli e le loro figlie".
16. ↑  Il valore del dollaro americano deriva dal tasso di cambio tra la valuta (82.7500) e la peseta al 31 gennaio 1981.

### Riferimenti
1. ↑  Conan the Barbarian - Rotten Tomatoes
2. 1 2  Denby, 1982, p. 68.
3. ↑  Gunden, 1989, p. 16.
4. 1 2  Passman, 1991, p. 92.
5. ↑  Gunden, 1989, p. 14, 20.
6. ↑  https://scrittoriprecari.wordpress.com/2012/10/18/cio-che-non-ti-distrugge-ti-rende-piu-forte/#more-6823
7. ↑  Gunden, 1989, pp. 16-17.
8. ↑  Flynn, 1996, p. 40.
9. 1 2  Gunden, 1989, pp. 17-18.
10. 1 2  Sammon, 1982a, p. 55.
11. 1 2  Gunden, 1989, p. 19.
12. 1 2  Saunders, 2009, p. 58.
13. 1 2  Gunden, 1989, p. 28.
14. ↑  Helman, 2003, p. 276.
15. 1 2 3  Williams, 2010, p. 116.
16. ↑  Peary, 1986, p. 101.
17. ↑  Herron, 2000, p. 117.
18. 1 2  Gunden, 1989, p. 14.
19. ↑  Herron, 2000, pp. 125, 173.
20. 1 2 3 4  Sammon, 1982a, p. 37.
21. ↑  Passman, 1991, pp. 90, 93.
22. ↑  Schubart, 2007, p. 36.
23. ↑  Schubart, 2007, p. 232.
24. 1 2  Passman, 1991, pp. 91-93.
25. ↑  Passman, 1991, p. 104.
26. 1 2  Sammon, 2007, p. 105.
27. ↑  Sammon, 1981, p. 33.
28. 1 2  Ebert, 1982.
29. ↑  Gunder, 1989, pp. 17-19.
30. ↑  Kroll, 1982.
31. ↑  Gallagher & Milius, 1989, pp. 177-178.
32. 1 2 3 4  Sammon, 1982a, p. 31.
33. ↑  Ashley, 2007, p. 138.
34. ↑  Turan, 1980, pp. 60-61.
35. ↑  Sammon, 2007, pp. 98-100.
36. ↑  Sammon, 2007, pp. 100-101.
37. 1 2 3 4  Carney, 1987, p. 72.
38. ↑  Hunter, 2007, p. 156.
39. 1 2  Turan, 1980, p. 62.
40. 1 2 3 4  Sammon, 1981, p. 25.
41. 1 2 3  Sammon, 1982a, p. 32.
42. 1 2  Sammon, 1982a, p. 30.
43. ↑  Sammon & Cobb, 1982, p. 65.
44. 1 2 3 4  Sammon, 1981, p. 26.
45. ↑  Carney, 1987, p. 74.
46. ↑  Riordan, 1994, p. 99.
47. ↑  McGilligan & Stone, 2001, p. 18.
48. ↑  Gunden, 1989, p. 20.
49. 1 2  Beaver, 1994, p. 50.
50. 1 2  Gunden, 1989, p. 21.
51. ↑  Nicholls, 1984, pp. 86-88.
52. 1 2 3  Bruzenak, 1981, p. 53.
53. ↑  Sammon, 2007, p. 103.
54. ↑  Flynn, 1996, p. 45.
55. ↑  Sammon, 2007, p. 100.
56. ↑  Sammon, 2007, p. 101.
57. ↑  Turan, 1980, p. 63.
58. ↑  Andrews, 2005, p. 101.
59. ↑  Gallagher & Milius, 1989, p. 26.
60. ↑  Turan, 1980, pp. 63, 66.
61. ↑  Gunden, 1989, pp. 23-24.
62. ↑  Western Empire, 1980.
63. 1 2  Gunden, 1989, p. 24.
64. ↑  Steranko & Bergman, 1982, p. 41.
65. ↑  (EN) Scheda di Sandahl Bergman Archiviato il 15 dicembre 2009 in Internet Archive., dal sito ufficiale del Golden Globe
66. 1 2  Sammon & Milius, 1982, p. 26.
67. 1 2 3 4  Gallagher & Milius, 1989, p. 178.
68. ↑  Steranko & Milius, 1982.
69. ↑  Andrews, 2005, p. 107.
70. 1 2  Gunden, 1989, p. 26.
71. 1 2  Sammon, 1982a, p. 62.
72. ↑  Turan, 1980, p. 66.
73. ↑  Bebenek, 2004.
74. ↑  Marklund, 2010, p. 309.
75. ↑  Sammon, 1981, p. 20.
76. ↑  Sammon, 1981, p. 19.
77. ↑  Kurohashi, 1999, pp. 27, 118.
78. 1 2 3 4  Sammon, 1982a, p. 50.
79. 1 2 3 4  Sammon, 1982a, p. 42.
80. ↑  Williams, 2010, p. 115.
81. ↑  Riordan, 1994, p. 126.
82. ↑  Riordan, 1994, p. 102.
83. ↑  Steranko & Schwarzenegger, 1982, p. 26.
84. ↑  Williams, 2010, pp. 115-116.
85. ↑  Beaver, 1994, p. 51.
86. ↑  McGilligan & Stone, 2001, p. 19.
87. ↑  Riordan, 1994, p. 101.
88. ↑  Gunden, 1989, p. 22.
89. 1 2  Elley, 1984, p. 151.
90. ↑  Sammon, 1982a, p. 29.
91. ↑  Sammon, 1982a, p. 40.
92. ↑  Mitchell, Ferguson & Cobb, 1982, p. 20.
93. 1 2 3 4  Sammon, 1982a, p. 38.
94. 1 2  Sammon, 1981, p. 31.
95. ↑  Galindo, 1982.
96. 1 2 3 4 5  Sammon, 1982a, p. 56.
97. ↑  Sammon & Cobb, 1982, p. 67.
98. ↑  Sammon, 1981, p. 22.
99. ↑  Sammon, 1981, p. 34.
100. 1 2 3 4  Sammon, 1982a, p. 47.
101. ↑  Capella-Miternique, 2002, pp. 272, 273, 277–280.
102. ↑  Sammon, 1982a, p. 51.
103. ↑  Sammon, 1982a, p. 71.
104. ↑  Moya, 1999, pp. 212, 218.
105. ↑  Sammon, 1982a, pp. 53-54.
106. ↑  Sammon, 1982a, p. 69.
107. ↑  Sammon & Cobb, 1982, pp. 70-71.
108. ↑  Sammon, 1982a, pp. 47-48.
109. ↑  Sammon, 2007, p. 104.
110. ↑  Sammon, 2007, p. 108.
111. ↑  Huckvale, 1994, p. 133.
112. ↑  Sammon, 1981, p. 37.
113. ↑  Sammon, 1982a, p. 54.
114. ↑  Sammon, 1982a, p. 59.
115. ↑  Sammon, 1981, pp. 37-38.
116. ↑  Franck, 1985, p. 20.
117. ↑  Franck, 1985, pp. 20, 22, 24, 90.
118. ↑  Franck, 1985, p. 24.
119. 1 2 3 4 5  Sammon, 1982a, p. 35.
120. ↑  Sammon, 1982a, pp. 35, 39.
121. ↑  Sammon, 1982a, p. 39.
122. 1 2  Waterman & Samson, 2002.
123. ↑  Steranko & Schwarzenegger, 1982, p. 31.
124. ↑  Sammon, 1982a, pp. 35-36.
125. ↑  Sammon, 1982a, pp. 56, 60.
126. 1 2  Sammon, 1982a, p. 23.
127. 1 2  Sammon, 1982a, p. 60.
128. ↑  Steranko & Schwarzenegger, 1982, p. 32.
129. ↑  Robb, 1994, p. 6.
130. ↑  Sammon, 1982a, pp. 24, 31.
131. ↑  Sammon, 1981, p. 24.
132. ↑  Sammon, 1982a, pp. 42, 45.
133. ↑  Sammon, 1982a, p. 46.
134. ↑  Sammon, 1982a, pp. 51, 55.
135. ↑  Sammon, 1982a, pp. 57, 59.
136. ↑  Sammon, 1981, p. 36.
137. 1 2  Sammon, 1982a, pp. 55, 63.